# Original Dubliners
Original Dubliners (1966-1969) er et dobbelt opsamlingsalbum af The Dubliners fra 1993. De medvirkende er Ronnie Drew, Barney McKenna, Luke Kelly, John Sheahan og Ciarán Bourke.
Albummet indeholder tidligere udgivet materiale fra deres albums A Drop of the Hard Stuff (1967), More of the Hard Stuff (1967), Drinkin' and Courtin' (1968), At It Again (1968) og Live at the Albert Hall (1969).
Alle deres sange fra Major Minor Records er inkluderet undtaget "Dirty old Town", "Hand Me Down Me Petticoat", "Herring", "I Know My Love" og "My Little Son".

## Spor[1]

### CD et
1. "Seven Drunken Nights
2. "The Galway Races"
3. "The Old Alarm Clock"
4. "Colonel Fraser & O'Rourke's Reel"
5. "Rising Of The Moon"
6. "McCafferty"
7. "I'm A Rover"
8. "Weila Waila"
9. "The Travelling People"
10. "Limerick Rake"
11. "Zoological Gardens"
12. "The Fairmoye Lasses And Sporting Paddy#"
13. "The Black Velvet Band"
14. "Poor Paddy On The Railway"
15. "Seven Deadly Sins"
16. "Net Hauling Song"
17. "Nancy Whiskey"
18. "Many Young Men Of Twenty"
19. "Paddy's Gone To France/Skylark" (instrumentalt medley)
20. "Molly Bawn"
21. "The Dundee Weaver"
22. "The Irish Navy"
23. "Tibby Dunbar"
24. "The Inniskillen Dragoons"
25. "I Wish I Were Back In Liverpool"
26. "Go To Sea No More"

### CD to
1. "The Piper's Chair/Bill Hart's Jig /The Nights Of St Patrick" (instrumentalt medley)
2. "Darby O'Leary"
3. "All For Me Grog"
4. "Cork Hornpipe" (live i The Albert Hall)
5. "Peggy Gordon"
6. "Maid Of The Sweet Brown Knowe"
7. "Quare Bungle Rye"
8. "Flop Eared Mule (Donkey Reel)
9. "Dicey Rilley"
10. "Whiskey On A Sunday"
11. "Gentleman Soldier"
12. "Navvy Boots" (live i The Albert Hall)
13. "Maids When You're Young Never Wed An Old Man"
14. "Rattling Roaring Willie"
15. "Mrs McGrath
16. "Carolan Concerto
17. "The Parting Glass"
18. "Muirsheen Durkin"
19. "A Nation Once Again"
20. "Whiskey in the Jar"
21. "The Auld Triangle"
22. "A Pub With No Beer"
23. "Kelly The Boy From Killan
24. "Croppy Boy"
25. "Sullivan John"
26. "Come And Join The British Army"
27. "(The Bonnie) Shoals Of Herring"
28. "Mormon Braes"
29. "Drink It Up Men
30. "Maloney Wants A Drink"